# Nút giao thông Gangil
Nút giao thông Gangil (Tiếng Hàn: 강일 나들목, 강일IC, Hanja: 江一나들목) còn được gọi là Gangil IC là Nút giao thông số 7 của Đường cao tốc vành đai 1 vùng thủ đô, kéo dài Godeok 2-dong và Gangil-dong, Gangdong-gu, Seoul, Hàn Quốc và là nơi Đường cao tốc Seoul–Yangyang, Đường cao tốc vành đai 1 vùng thủ đô Seoul và Đường cao tốc Olympic gặp nhau. Đây là giao lộ, điểm đầu của Đường cao tốc Seoul–Yangyang và Misa-daero, và điểm cuối của Olympic-daero. Từ nút giao thông này đến nút giao thông Misa, Đường cao tốc Seoul–Yangyang và Misa-daero đi trùng với nhau.
Vào thời điểm khai trương, nó có tên là Nút giao thông Hail, nhưng vào ngày 1 tháng 1 năm 2000, Hail-dong được đổi thành Gangil-dong, do đó nó được đổi thành Nút giao thông Gangil. Với việc khai trương Đường cao tốc Seoul–Yangyang vào năm 2009, nó được kết nối với Đường cao tốc Vành đai ngoài Seoul và trở thành Giao lộ Gangil. Tuy nhiên, kể từ khi mở cửa, tên "Nút giao thông" đã được sử dụng và do đoạn giữa Nút giao thông Gangil và Giao lộ Misa của Đường cao tốc Seoul–Yangyang trùng với Misa-daero, Tổng công ty Đường cao tốc Hàn Quốc và Chính quyền Thành phố Seoul đã tham khảo ý kiến để tránh nhầm lẫn bởi đang sử dụng ký hiệu như vậy.
Nút giao này chủ yếu được sử dụng bởi các xe buýt liên tỉnh và xe buýt tốc hành đến và đi từ Bến xe buýt Dong Seoul. Ngoài ra, nếu đi qua giữa Nút giao thông Sangil và nút giao thông này, cũng có thể nhìn thấy Depot Godeok và Nhà để xe Công cộng Gangdong.

## Lịch sử
- 3 tháng 12 năm 1987: Khai trương Đường cao tốc Jungbu đoạn Nami ~ Hail với tư cách là Nút giao thông Hail[1]
- 29 tháng 3 năm 1991: Thông báo và thay đổi khu vực thành Nút giao thông Hail ở khu vực Hail-dong, Gangdong-gu tại Quảng trường Giao thông Cơ sở Quy hoạch Đô thị Seoul[2]
- 25 tháng 7 năm 1991: Nút giao thông Hail của Đường cao tốc Jungbu đến Giao lộ Hanam được kết hợp với Đường cao tốc Vành đai ngoài Seoul và trở thành một nút giao của Đường cao tốc Vành đai ngoài Seoul.[3]
- 1 tháng 1 năm 2000: Đổi thành Nút giao thông Gangil
- 4 tháng 7 năm 2006: Thay đổi khu vực đường giữa Hail-dong, Gangdong-gu, Seoul và Joyang-ri, Dongsan-myeon, Chuncheon-si, Gangwon-do dài 61,41 km để mở rộng một phần nút giao thông theo đánh giá tác động giao thông cho đến tháng 8 năm 2009[4]
- 15 tháng 7 năm 2009: Nó trở thành một giao lộ với việc khai trương đoạn Seoul ~ Chuncheon của Đường cao tốc Seoul–Yangyang.[5] Tuy nhiên, để tránh nhầm lẫn cái tên này được duy trì là Nút giao thông Gangil.

## Thông tin cấu trúc
- Vị trí: Godeok 2-dong và Gangil-dong, Gangdong-gu, Seoul

## Kết nối các tuyến đường

### HướngYangyang・Hanam
- Đường cao tốc Seoul–Yangyang (Không có số hiệu), Misa-daero (Tuyến đường thành phố Hanam số 176) (Đoạn đi trùng)

### Hướng điSeongnam・Goyang
- Đường cao tốc vành đai 1 vùng thủ đô (Số 7)

### Hướng điGangseo
- Tuyến đường thành phố Seoul số 88 (Olympic-daero)